# Jokin Mújika
Jokin Mújika Aramburu (nascido em 2 de agosto de 1962) é um ex-ciclista espanhol. Terminou em vigésimo segundo lugar na prova de cross-country nos Jogos Olímpicos de 1996, em Atlanta.